# Henry Molaison
Henry Gustav Molaison (26. února 1926, Hartford, Connecticut, USA - 2. prosince 2008, Windsor Locks), známý jako H. M. či HM, byl pacient s poruchou paměti. Byl široce studován od pozdních padesátých let 20. století až do své smrti. Jeho případ hrál velmi důležitou roli v rozvoji teorií, které vysvětlují vztah mezi funkcí mozku a pamětí, a ve vývoji kognitivní neuropsychologie, oboru psychologie, který si klade za cíl porozumět tomu, jak struktura a funkce mozku souvisí s konkrétními psychologickými procesy. Před smrtí sídlil v ústavu péče nacházejícím se ve Windsor Locks, Connecticut, kde byl předmětem probíhajícího vyšetřování. Jeho mozek se teď nachází v UC San Diegu, kde byl rozporcován na histologické části 4. prosince 2009. Henry miloval luštění křížovek, hraní binga, dívaní se na televizi a stýkaní se s lidmi, kteří se o něj starali.

## Historie

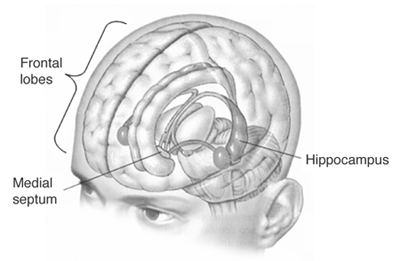
Většina hipokampu H. M. byla odstraněna bilaterálně.

H. M. trpěl nezvladatelnou epilepsií, která byla často – i když nerozhodně – připisována nehodě, kterou utrpěl v sedmi letech, když jej v Hartfordu srazil cyklista. Trpěl parciálními záchvaty mnoho let, a pak několika tonicko-klonickými záchvaty po svých šestnáctých narozeninách. Roku 1953 se pan H. M. obrátil se žádostí o léčbu na Williama Scovillea, chirurga v nemocnici Hartford.
Scoville lokalizoval epilepsii pana H. M. v jeho levých a pravých vnitřních částech spánkového mozkového laloku a navrhl jejich chirurgickou resekci (vyříznutí) jako léčbu. 1. září 1953, Scoville odstranil části spánkového laloku pana H. M. na obou stranách jeho mozku. H. M. ztratil přibližně dvě třetiny svého hipokampu, parahipokampálního závitu, a amygdaly. Jeho hipokampus vypadal naprosto nefunkčně, neboť zbývající 2 cm tkáně hipokampu vypadají atroficky a protože celá entorinální kůra, která tvoří hlavní smyslové vstupy do hipokampu, byla zničena. Některé části jeho anterolaterální temporální kůry byly také zničeny.
Po operaci -- která byla úspěšná ve svém hlavním cíli regulování jeho epilepsie -- trpěl těžkou anterográdní amnézií: i když jeho pracovní paměť a procedurální paměť byly neporušené, nedokázal uložit nové události do dlouhodobé paměti. Podle některých vědců (např. Schmolck, Kensinger, Corkin, & Squire, 2002), byla panu H. M. narušena jeho schopnost tvořit nové sémantické znalosti, ale výzkumníci debatují rozsah tohoto poškození. Trpěl také mírnou retrográdní amnézií, a nedokázal si vzpomenout na většinu událostí 1-2 roky období před svou operací, ani některé události z doby až 11 let dříve, což znamená, že jeho amnézie byla časově stupňovaná. Na druhou stranu jeho schopnost tvořit dlouhodobé procedurální vzpomínky byla neporušená, takže se mohl (například) učit novým motorickým dovednostem navzdory tomu, že by si na toto učení nemohl vzpomenout.
Případ byl poprvé ohlášen v novinách Scovillem a Brendou Milnerovou roku 1957.

## Pochopení formace paměti
Pan H. M. byl důležitý nejen díky poznání, které poskytl o poruchách paměti a amnézii, ale i díky tomu, že jeho přesná operace mozku umožnila dobré pochopení toho, jak konkrétní oblasti mozku mohou být spojeny s konkrétními procesy, o kterých se předpokládalo, že se dějí při tvoření paměti. Tímto způsobem poskytl důležité informace o patologii mozku a pomohl utvořit teorie o běžné funkci paměti.
Zvlášť jeho údajná schopnost plnit úkoly, které vyžadovaly vybavení věcí z krátkodobé paměti a procedurální paměti, ale ne z dlouhodobé epizodické paměti, naznačuje, že vybavování z těchto paměťových systémů může být zprostředkováváno, alespoň částečně, různými oblastmi mozku. Podobně jeho schopnost vybavit si dlouhodobé vzpomínky, které existovaly i před jeho operací, ale neschopnost vytvořit nové dlouhodobé vzpomínky, naznačuje, že kódování a vyhledávání informací z dlouhodobé paměti může také být zprostředkováno odlišnými systémy.

## Příspěvek vědě
Studie pacienta H. M. způsobila převrat v pochopení organizace lidské paměti. Poskytla široké spektrum důkazů na zamítnutí starých teorií, stejně jako na vznik nových teorií o lidské paměti, a to zejména o jejích procesech a skrytých nervových strukturách (srov. Kolb & Whishaw, 1996). V následujícím textu jsou uvedeny některé hlavní poznatky.
Mozek pana H. M. je předmětem nebývalé anatomické studie financované nadací Dana a Národní vědeckou nadací. Projekt, v čele s Jacopo Annesem, ředitelem The Brain Observatory Archivováno 20. 4. 2009 na Wayback Machine. na UC San Diego, poskytne kompletní mikroskopický přehled celého mozku a odhalí neurologický základ Henryho historického zhoršení paměti pod buněčným rozlišením. 4. prosince 2009, Annesova skupina získala 2401 plátků mozku s pouze 2 poškozenými plátky a 16 potenciálně problematickými plátky. Tato skupina teď plánuje druhou fázi projektu.

### Amnézie
Celkový stav pana H. M. byl popsán jako těžká anterográdní amnézie i jako časově odstupňovaná retrográdní amnézie (Smith & Kosslyn, 2007). Pan H. M. nedokázal tvořit nové dlouhodobé vzpomínky na nové událostí nebo nové sémantické znalosti - v podstatě žil v minulosti (Corkin, 2002). Vzhledem k tomu, že se u H. M. neprojevovalo žádné zhoršení paměti před operací, odstranění vnitřních částí spánkového mozkového laloku můžeme považovat za příčinu poruchy paměti. V důsledku toho mohou vnitřní části spánkových laloků být považovány za hlavní složku podílející se na vzniku sémantické a epizodické dlouhodobé paměti (srov. vnitřní části spánkových laloků popisovány jako konvergenční zóna k epizodickému kódování v Smith & Kosslyn, 2007). Další důkazy pro tento předpoklad byly získány studiemi na ostatních pacientech s poškozenými mediálními spánkovými strukturami (srov. Kolb & Whishaw, 1996; Scoville & Milner, 1957).
Přes své příznaky amnézie, H. M. dopadl zcela běžně v testech inteligence, což naznačuje, že některé paměťové funkce (např. krátkodobé skladování, skladování slov, fonémů apod.) nebyly poškozeny chirurgií (Smith & Kosslyn, 2007; Corkin, 2002). Avšak u porozumění a produkce jazyka na úrovni vět, H. M. vykazoval stejné nedostatky a šetření jako u paměti (Mackay, James, Taylor & Marian, 2007). H. M. byl schopen si zapamatovat informace na krátké časové intervaly. Toto bylo otestováno v pokusu na operační paměti zahrnující vybavení si dříve předložených čísel. Ve skutečnosti jeho výkon nebyl o nic horší než u kontrolní skupiny (Smith & Kosslyn, 2007). Tento výsledek poskytuje důkaz, že pracovní paměť nespoléhá na středních spánkových strukturách. Dále podporuje obecné rozlišení mezi krátkodobým a dlouhodobým skladem v paměti (Kolb & Whishaw, 1996). Z velké části nedotčené vybavování slov pana H. M. je důkazem, že lexikální paměť je nezávislá na středních spánkových strukturách (Corkin, 2002).

### Učení motorických schopností
Kromě jeho neporušených intelektuálních schopností a pracovní paměti, studie schopností Henryho Molaisona za účelem získání nových motorických schopností demonstrovaly zachované motorické učení (Corkin, 2002). Ve studii provedené Milnerovou na začátku 60. let, H. M. získal novou schopnost kreslení postavy při pohledu na její odraz v zrcadle (Corkin, 2002). Další důkazy pro neporušené motorické učení byly poskytnuty ve studii provedené Corkinovou (1968). V této studii byl H. M. testován na třech různých úkolech motorovického učení a prokázal plnou schopnost motorického učení ve všech třech úkolech. Jeho schopnost učit se určité postupy řešení problémů byla také prokázána v úkolu s hanojskými věžmi (Kolb & Whishaw, 1996).
Experimenty zahrnující opakovaný priming (podněcování, spěšná instrukce) zdůraznily schopnost pana H. M. získat implicitní (na nevědomé úrovni) vzpomínky v porovnání s jeho neschopnosti získávat nové explicitní sémantické a epizodické vzpomínky (Corkin, 2002). Tyto nálezy poskytují důkaz, že paměť dovedností a opakovaného primingu spoléhá na jiných nervových strukturách než vzpomínky na příhody a skutečností. Zatímco procedurální paměť a opakovaný priming nespoléhají na středních spánkových strukturách odstraněných u H. M., sémantické a epizodické paměti na nich spoléhají (srov. Corkin, 1984).
Disociace implicitních a explicitních schopností učit se u H. M. podél jejich zásadních nervových strukturách slouží jako důležitý příspěvek k našemu chápání lidské paměti: dlouhodobé vzpomínky nejsou jednotné a mohou být rozlišeny buď jako deklarativní či nedeklarativní (Smith & Kosslyn, 2007).

### Prostorová paměť
Podle Corkinové (2002) studie paměťových schopností H. M. také poskytly porozumění týkající se nervových struktur odpovědných za prostorovou paměť a zpracování prostorových informací. Přes jeho obecnou neschopnost tvořit nové epizodické nebo faktuální dlouhodobé vzpomínky, stejně jako jeho těžké postižení v určitých testech prostorové paměti, H. M. byl schopen nakreslit poměrně podrobnou mapu topografického uspořádání svého bydliště. Toto zjištění je pozoruhodné, neboť H. M. se nastěhoval do tohoto domu pět let po své operaci a proto, vzhledem k jeho těžké anterográdní amnézii a poznatkům z jiných případů, obecné očekávání bylo, že získávání topografických vzpomínek by mělo být také postiženo. Corkinová (2002) vyslovila hypotézu, že H. M. "byl schopen vytvořit kognitivní mapu prostorového uspořádání domu v důsledku denního pohybu z místnosti do místnosti" (str. 156).
Pokud jde o základní nervové struktury, Corkinová (2002) tvrdí, že schopnost H. M. vypracovat půdorys je způsobeno částečně zachovalými strukturami jeho sítě pro prostorové zpracování (např. zadní část jeho parahipokampálního závitu). Mimo jeho topografickou paměť, H. M. vykazoval jistou úroveň učení v úloze zapamatování si/rozpoznání obrázku, stejně jako v testu rozpoznání známých tváří, ale v tomto druhém pouze tehdy, když mu byl poskytnut fonematický podnět. Úspěšný výkon H. M. v úloze rozpoznání obrázků by mohl být důsledkem zbylých částí jeho ventrální (přední) perirhinální mozkové kůry (perirhinal cortex) - area 35, 36.
Kromě toho, Corkinová (2002) argumentuje, že navzdory všeobecné neschopnosti H. M. tvořit nové deklarativní vzpomínky se zdálo, že se mu podařilo získat malé a chudé informace týkající se veřejného života (např. podnícené vybavování jmen celebrit). Tato zjištění zdůrazňují význam zbylých extrahipokampálních míst u H. M. v sémantické a rozpoznávací paměti a obohacuje naše pochopení vzájemných vztahů mezi různými strukturami vnitřních částí spánkového mozkového laloku. Těžké oslabení u určitých prostorových úkolů poskytuje další důkazy o spojení hipokampu s prostorovou pamětí (Kolb & Whishaw, 1996).

### Konsolidace paměti
Dalším přínosem H. M. k našemu chápání lidské paměti se týká nervových struktur konsolidačního procesu paměti, který je zodpovědný za tvoření stabilních dlouhodobých vzpomínek (Eysenck & Keane, 2005). H. M. odhalil takový druh časově odstupňované retrográdní amnézie, že si "mohl ještě vybavit vzpomínky z dětství, ale měl potíže vzpomenout si na událostí, které se staly během let těsně před operací" (Smith & Kosslyn, 2007, s. 214). Jeho staré vzpomínky nebyly porušeny, zatímco ty relativně nedávno od operace byly. To je důkaz, že starší vzpomínky z dětství nespoléhají na vnitřních částech spánkového mozkového laloku, zatímco novější dlouhodobé vzpomínky ano (Smith & Kosslyn, 2007). Předpokládá se, že střední spánkové struktury, které byly odstraněny při operaci, jsou spojeny s konsolidací vzpomínek takovým způsobem, že "interakce mezi vnitřními částmi spánkového laloku a různými bočními kortikálními oblastmi pravděpodobně skladují vzpomínky mimo vnitřní části spánkových laloků tak, že pomalu tvoří přímé spojení mezi kortikálními reprezentacemi zkušenosti"(Smith & Kosslyn, 2007, s. 214).
Suzanne Corkinová, byla profesorkou behaviorální neurovědy na Oddělení mozku a kognitivních věd na MIT, publikovala v roce 2013 knihu o životě H. M. – Permanent Present Tense.

### Osobnost
Henry Molaison zbožňoval křížovky, které, jak cítil, měly pozitivní vliv na jeho duševní ostrost, a byl fanouškem TV sitcomu Všichni v rodině.